# Massimo Moratti
Massimo Moratti (Bosco Chiesanuova, 16 de maig de 1945) és un empresari italià. Entre 1995 i 2013, va ser el major accionista i president de l'Inter de Milà. També és administrador delegat del grup Saras, grup dedicat al sector del petroli. És considerat un dels homes més rics d'Itàlia. Com a president de l'Inter de Milà, va contractar grans estrelles del futbol mundial com Roberto Baggio, Francesco Toldo, Zlatan Ibrahimovic, Samuel Eto'o, Roberto Carlos, Iván Zamorano, Ronaldo, Christian Vieri, Adriano o Walter Samuel entre d'altres. Ha invertit en fitxatges més de 300 milions d'euros, només superat pel màxim propietari del Chelsea FC Roman Abramóvitx.